# Amata aurantiaca
Amata aurantiaca är en fjärilsart som beskrevs av Warnecke 1934. Amata aurantiaca ingår i släktet Amata och familjen björnspinnare. Inga underarter finns listade i Catalogue of Life.